# Saint-Médard-sur-Ille
Saint-Médard-sur-Ille (bret. Sant-Marzh-an-Il) – miejscowość i gmina we Francji, w regionie Bretania, w departamencie Ille-et-Vilaine.
Według danych na rok 1990 gminę zamieszkiwało 1040 osób, a gęstość zaludnienia wynosiła 57 osób/km² (wśród 1269 gmin Bretanii Saint-Médard-sur-Ille plasuje się na 563. miejscu pod względem liczby ludności, natomiast pod względem powierzchni na miejscu 549.).